# هنرييت سكسك
هنرييت سكسك فراج (1918 - 19 مارس 2014)، إذاعية فلسطينية تعد من رائدات الإذاعة الفلسطينية، عملت في إذاعة القدس من ثلاثينيات القرن العشرين إلى عام 1967 حيث قدمت برامج أطفال وعرفت باسم «الآنسة سعاد»، وفي إذاعتي لبنان والشرق الأدنى.

## حياتها
ولدت في القدس عام 1918م، وكان والدها جورج سكسك مفتشاً ومدرساً في المدارس الأرثوذكسية العربية في فلسطين وشرق الأردن، وكانت والدتها كاترين مؤسسة وأمينة سر في عدة جمعيات خيرية، منها المستشفى الخيري الأرثوذكسي، وملجأ المرضى والمقعدين، ودار حضانة للأطفال، ومستشفى للولادة، وبيت الأطفال المشلولين.
تلقت تعليمها الابتدائي في مدرسة الأسوج في القدس، والثانوي في مدرسة الفرندز للبنات في رام الله وحصلت على الشهادة الجامعية في تخصص التربية من كلية البنات اللبنانية الإنجليزية. عملت في حقل التعليم ودرّست في المدرسة العلوية والمدرسة المأمونية في القدس، ثم في المدرسة الأمريكية للبنات في بيروت.
تزوجت من السيد رورك فراج.

## مسيرتها المهنية
عملت في وزارة التربية في عمان لمدة ثلاثة أعوام ثم انتقلت للعمل في وزارة التربية في ليبيا لمدة عامين ونصف، كما أشرفت على نشرات الأطفال وقصصهم في مكتبة المشعل لمدة ثلاثة أعوام ونصف.
إنضمت عام 1939 إلى العمل في إذاعة القدس، حيث تولت إعداد برامج الأطفال، حيث قدمت في برامجها تمثيليات وأحاديث تربوية وأناشيد الوطنية وأغان تتناول الحياة اليومية الأسرية والمدرسية، وعن الحيوانات الأليفة، ودربت الأطفال من الجنسين للعمل في البرامج الإذاعية حيث تراوح عددهم بين 8 و15. عرفت هنرييت السكسك باسم «الآنسة سعاد»، الذي أطلقه عليها الشاعر إبراهيم طوقان الذي ترأس القسم العربي في الإذاعة قبل أن تقيله سلطات الانتداب البريطاني بتهمة التحريض عام 1940. وقد كانت سكسك حاضرة في مقر الإذاعة مع مجموعة من الأطفال عند وقوع التفجير الذي نفذته مجموعة إرهابية صهيونية في مقر الإذاعة عام 1939. كما عملت أيضاً في إذاعة لبنان وفي إذاعة الشرق الأدنى. لاحقا تولت إدارة جمعية الملجأ الخيري الأرثوذكسي، واستمرت في العمل فيه حتى وفاتها عام 2014.
نشرت عددا من الكتابات القصصية للأطفال والكثير القصص القصيرة والمقالات في مجلة الصليب الأحمر الدولية، والنشرة، والبستان، والقدس، وغيرها.

## أعمالها
- مجموعة قصصية قصيرة للأطفال: جمل سامي – صلاة سمير – الغزال الجميل.
- سلسلة كتب قراءة «كتابي» عبارة عن أربع كتب من الصف الأول وحتى الرابع مع دليل المعلم وملحق للطالب، وزارة التربية في الأردن.[7][8]
- «الأصايل الخمسة»، صدر باللغة الإنجليزية، 1961م.
- «يا حزاركم»، مجموعة من القصص الشعبية الليبية.
- «الأصايل الخمسة»، ترجمة، مؤسسة تامر للتعليم المجتمعي، 2003م، ISBN 9950326001.[3]

## تكريم
- تكريم من رئيس وزراء السلطة الفلسطينية سلام فياض في عرض فيلم «هنا القدس» في رام الله عام 2011، ويوثق الفيلم تجربة إذاعة القدس وفيه مقابلة مع هنرييت سكسك.[9][10]
- تكريم بحضور المطران عطا الله حنا بمناسبة مرور 72 عاماً على تأسيس جمعية الملجأ الخيري الأرثوذكسي في القدس، 2012م.[5][11]

## وفاتها
توفيت في القدس بتاريخ 19 مارس/آذار 2104، ودفنت في مدافن العائلة في مدافن العائلة في المقبرة الأرثوذكسية على جبل صهيون.